# Municipio de Manns
El municipio de Manns (en inglés: Manns Township) es un municipio ubicado en el condado de Stutsman en el estado estadounidense de Dakota del Norte. En el año 2010 tenía una población de 78 habitantes y una densidad poblacional de 0,83 personas por km².

## Geografía
El municipio de Manns se encuentra ubicado en las coordenadas 46°40′2″N 98°29′33″O / 46.66722, -98.49250. Según la Oficina del Censo de los Estados Unidos, el municipio tiene una superficie total de 93.46 km², de la cual 93,45 km² corresponden a tierra firme y (0,01 %) 0,01 km² es agua.

## Demografía
Según el censo de 2010, había 78 personas residiendo en el municipio de Manns. La densidad de población era de 0,83 hab./km². De los 78 habitantes, el municipio de Manns estaba compuesto por el 100 % blancos. Del total de la población el 0 % eran hispanos o latinos de cualquier raza.